# Maxillaria colorata
Maxillaria colorata är en orkidéart som beskrevs av Heinrich Gustav Reichenbach. Maxillaria colorata ingår i släktet Maxillaria och familjen orkidéer. Inga underarter finns listade i Catalogue of Life.